# Xylopia parviflora
Espèce
Synonymes
- Uvaria parviflora Guill. & Perr.[1]
- Xylopia neglecta R.E.Fr.[1]

Xylopia parviflora Spruce est une espèce plantes à fleurs de la famille des Annonaceae et du genre Xylopia. C'est un arbre ou un arbuste présent en Afrique tropicale. 

## Répartition et habitat
On le trouve depuis la Casamance jusqu'à l’Angola et du Soudan au Zimbabwe. Au Cameroun, on la rencontre au bord des rivières, dans la forêt dense et les forêts galeries jusque sur le plateau de l’Adamaoua.